# 아팔루사 인터랙티브
아팔루사 인터랙티브(영어:Appaloosa Interactive)는 헝가리의 기업이다. 배트맨과 로빈의 모험이 이기업의 가장 유명한 비디오 게임이 된다.

## 설명
아팔루사 인터랙티브(Appaloosa Interactive)는 1982년에 헝가리에서 설립된 기업으로 1980년대와 1990년대에 비디오 게임, 컴퓨터 프로그램, 텔레비전 광고를 제작했다. 안드라스 사스자와 스티븐 제이 프리드먼은 노보트레이드 인터내셔널을 설립했다. 사스자는 회사의 사장을 역임했으며 프리드먼은 최고경영자인 CEO를 역임했다. 노보트레이드는 1989년에 미국에서 자회사를 운영하기 시작했으며 1996년 11월에 아팔루사 인터랙티브(같은 이름의 말 품종 이후)로 이름을 변경했다. 같은 달에 회사는 10개월 된 인터넷 기술 부서인 아팔루사 온라인을 공개했다. 회사의 본사는 캘리포니아 마운틴 뷰에 있었다. 아팔루사는 헝가리의 수도인 부다페스트에 있는 두 개의 소프트웨어 개발 회사의 모회사이자 소유주였다. 아팔루사는 세가의 돌고래 애코(영어:Ecco the Dolphin[에코 더 돌핀]) 게임 시리즈로도 유명했다. 아팔루사는 또한 플레이스테이션과 세가 세턴에서 코나미용으로 두개의 콘트라 게임을 개발했었다. 아팔루사는 2001년 1월의 기준으로는 100명의 직원을 두고 있으며 그 시점까지 150개 이상의 비디오 게임을 제작했고 그 중의 다수는 유럽에서 출시되었다. 당시 프리드먼은 "우리가 사업을 해온 모든 세월 동안 우리 자신의 무능 때문에 프로젝트를 완수하지 못한 것은 한두 번뿐이었다"고 언급했다. 아팔루사의 마지막 비디오 게임은 2006년에 출시된 죠스 언리쉬드였으며 죠스 시리즈 영화를 기반으로 제작하였다. 이회사는 2006년에 운영을 중단했다.

## 같이 보기
- 비디오 게임
- 기업
- 헝가리